# Августа Фридерика фон Насау-Идщайн
Августа Фридерика Вилхелмина фон Насау-Идщайн (на немски: Augusta Friderica Wilhelmina von Nassau-Idstein; * 17 август/27 август 1699, Идщайн; † 8 юни 1750, Кирххаймболанден) е принцеса от Насау-Идщайн-Висбаден и чрез женитба княгина на Насау-Вайлбург.

## Произход
Тя е дъщеря на княз Георг Аугуст фон Насау-Идщайн (1665 – 1721) и съпругата му принцеса Хенриета Доротея фон Йотинген-Йотинген (1672 – 1728), дъщеря на княз Албрехт Ернст I фон Йотинген-Йотинген и херцогиня Кристина Фридерика фон Вюртемберг.

## Фамилия
Августа Фридерика се омъжва на 17 август 1723 г. във Висбаден за княз Карл Август фон Насау-Вайлбург (1685 – 1753), син на покнязен граф Йохан Ернст фон Насау-Вайлбург (1664 – 1719) и на графиня Мария Поликсена фон Лайнинген-Дагсбург-Харденбург (1662 – 1725). Те имат седем деца:
- Хенриета Мария Доротея (*/†1724)
- Хенриета Августа Фредерика (1726 – 1757)
- Луиза Христиана (*/†1727)
- Поликсена Вилхелмина Луиза (1728 – 1732)
- Христиана Луиза Шарлота (1730 – 1732)
- Луиза Поликсена (1733 – 1764), ∞ на 24 август 1750 г. за принц Симон Август фон Липе-Детмолд (1727 – 1782)
- Карл Христиан (1735 – 1788)

∞ на 5 март 1760 г. за принцеса Каролина Оранска-Насау-Диц (1743 – 1787), дъщеря на Вилхелм IV фон Орания-Насау-Диц
∞ 1788 Барбара Гисен фон Кирххайм († сл. 1790)